# Philippe Subra
Philippe Subra de Bieusses, né le 26 juin 1955, est un géographe français.

## Biographie
Philippe Subra de Bieusses suit des études de géographie. Il obtient en 1994 un doctorat en géographie à l'université Paris-VIII pour une thèse sur « Le valenciennous, analyse geopolitique de la reconversion ». Il est habilité à diriger des recherches.
Il se spécialise en géopolitique et devient maître de conférences à l'Institut français de géopolitique en 2001. Actif au sein de l'établissement, il en est élu directeur le 20 décembre 2018.
Il est également membre du comité de rédaction de la revue Hérodote. Il est appelé à intervenir sur la radio nationale française, France Culture sur des questions de géopolitique (voir section #Émission radiophoniques).

### Ouvrages
- B. Giblin (dir.) et Philippe Subra, Nouvelle géopolitique des régions françaises, Paris, Fayard, 2005
- Philippe Subra, Géopolitique de l’aménagement du territoire, Paris, Armand Colin, 2007 (nouvelle édition automne 2012)
- B. Giblin (dir.) et Philippe Subra, Dictionnaire des banlieues, Paris, Larousse, 2009
- Philippe Subra, Zones à défendre. De Sivens à Notre-Dame-des-Landes, Éditions de l'Aube, 2016 (ISBN 978-2-8159-2168-8 et 2-8159-2168-5)
- Julieta Fuentes-Carrera et Philippe Subra, Israël : l'obsession du territoire, Malakoff, Armand Colin, 2018, 220 p. (ISBN 978-2-200-62124-7, EAN 9782200621247, BNF 45488931)
- Philippe Subra, Le temps d'une conversion : le Valenciennois, 1965-1995, Saint-Denis, Presses universitaires de Vincennes, coll. « Temps & espaces », 1996, 259 p. (ISBN 2-910381-44-7, ISSN 0993-4367, BNF 36158344)

Comptes rendus :
- Odette Hardy-Hémery, « Philippe Subra, Le temps d'une conversion : le Valenciennois (1965-1995), 1996. », Revue du Nord, t. 91, no 329,‎ janvier-mars 1999, p. 218-222 (lire en ligne)
- Michel Battiau, « Philippe Subra, Le temps d'une conversion. Le Valenciennois (1965-1995). », Annales de Géographie, t. 106, no 597,‎ 1997, p. 560 (lire en ligne)

### Articles

#### Dans la presse généraliste
- Philippe Subra, « Le durcissement des conflits environnementaux », sur Le Monde, 7 juillet 2005

#### Dans les revues universitaires
- « La reconversion des régions industrielles: une question géopolitique », Moving The Social, vol. 30,‎ 2003, p. 49-55 (DOI 10.13154/mts.30.2003.49-55, lire en ligne)
- Philippe Subra, « Les municipalités communistes face au défi de la désindustrialisation de la petite couronne parisienne. (Communist municipalities and deindustrialisation in Paris' inner suburbs). », Bulletin de l'Association de géographes français,‎ 88e année, 2011, p. 174-181 (DOI 10.3406/bagf.2011.8215, lire en ligne)

### Émission radiophoniques
- Sylvain Kahn, « Planète terre — Elections régionales : un regard géographique », sur France culture, 14 avril 2010
- Monique Canto-Sperber, « Question d'éthique — Ville et Ethique : Le grand Paris », sur France culture, 26 avril 2010
- Julie Gacon et Raphaël Bourgois, « Du Grain à moudre d'été — Réforme territoriale : des régions taillées pour la compétition européenne ? », sur France culture, 15 juillet 2014
- Guillaume Erner, « La Question du jour — Le projet Europacity peut-il devenir le nouveau Notre-Dame-des-Landes ? », sur France Culture, 7 décembre 2012
- Aurélie Luneau, « De cause à effets, le magazine de l'environnement — NDDL. Plus jamais ça..!? », sur France Culture, 4 février 2018